# Tom Kiely

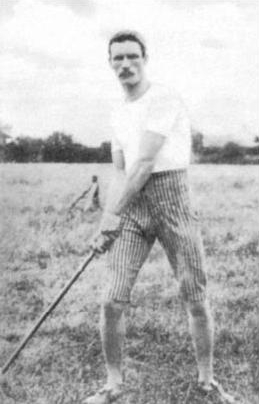
Tom Kiely

Thomas Francis „Tom“ Kiely (* 25. August 1869 in Ballyneal bei Carrick-on-Suir im County Tipperary; † 6. November 1951 in Dublin) war ein irischer Leichtathlet.

## Leben
Kiely gewann bei den Olympischen Spielen 1904 in St. Louis den All-around-Wettkampf, einen Vorläufer des heutigen Zehnkampfs. Er war damit neben dem kanadischen Gewichtwerfer Étienne Desmarteau der einzige Goldmedaillengewinner der Leichtathletikwettkämpfe, der nicht aus den Vereinigten Staaten. Da der Wettkampf aber bereits einige Monate vor den eigentlichen Olympischen Spielen stattgefunden hatte, wurde er vom IOC zunächst nicht als Olympiasieger anerkannt; erst aufgrund der Nachforschungen eines irischen Journalisten ließ es ihm diese Ehre im Jahr 1954 nachträglich zuteilwerden.
Als Nationalist legte Kiely größten Wert darauf, nur für seine Heimat Irland zu starten. Ihm wurde mehrfach angeboten für die USA oder Großbritannien zu starten, was er wiederholt ablehnte. Da Irland damals zum Vereinigten Königreich von Großbritannien und Irland gehörte, wird er vom IOC als deren Mannschaftsangehöriger gewertet.